# Meat the Truth
Meat the Truth is een documentaire over de rol van de bio-industrie in de opwarming van de Aarde. De film is geregisseerd door televisiemaker Gertjan Zwanikken en gepresenteerd door Marianne Thieme, Tweede Kamerlid voor de Partij voor de Dieren. De Nederlandse versie van Meat the Truth ging op 10 december 2007 in première in Tuschinsky in Amsterdam. De titel van de film bevat een woordspeling: behalve 'De Waarheid over Vlees', klinkt het in het Engels tevens als 'Maak kennis met de Waarheid'.
De internationale versie van de film ging op 19 mei 2008 in première, in Odeon West End Cinema op Leicester Square, Londen. Sindsdien is de film wereldwijd vertoond in bioscopen, op filmfestivals en tijdens conferenties en congressen, in onder andere Spanje, Kroatië, Portugal, Brazilië, Taiwan, Australië en de Verenigde Staten.
Meat the Truth ontving op 15 november 2008 de onderscheiding "Honourable Mention" (Eervolle Onderscheiding) van 'The Film Council Of Greater Columbus' tijdens het Columbus International Film & Video Festival. De film is ook op dvd en in boekvorm verschenen. Op 13 juli 2010 werd Meat the Truth vertoond bij de Europese Commissie in Brussel.
In 2010 verscheen een vervolg, Sea the Truth, over het leegvissen van de oceanen.

## Inhoud
De film is bedoeld als aanvulling en kritiek op de klimaatfilm An Inconvenient Truth van Al Gore. Volgens de makers van de film Meat the Truth is de bio-industrie als medeveroorzaker van de klimaatverandering onderbelicht gebleven. De hoofdconclusie van de film is dat wereldwijd de veehouderij de grootste bijdrage levert aan uitstoot van broeikasgassen (18%). Dat is meer dan de wereldwijde transportsector (13%). Dat was niet algemeen bekend. De veehouderij legt niet alleen beslag op grond, water en energie door het houden van vee, maar ook door de productie van veevoer (soja, maïs). Het is efficiënter om landbouwgrond te gebruiken voor gewassen die direct door de mens geconsumeerd kunnen worden. Er zou dan maar 10% van de landbouwgrond nodig zijn. Zelfs als een deel van de vleesconsumptie vervangen zou worden door plantaardige voeding, zou dat de opwarming van het klimaat aanzienlijk kunnen verminderen. De inhoud van de film is voornamelijk gebaseerd op het FAO-rapport Livestock’s Long Shadow en op onderzoek van het Instituut voor Milieuvraagstukken van de VU Amsterdam. Auteurs van de rapporten worden ook in de film geïnterviewd: Dr. Henning Steinfeld (FAO) en Dr. Harry Aiking (VU, Amsterdam). Verder worden geïnterviewd: Howard Lyman (veeboer die vegetariër werd), Danielle Nierenberg (Worldwatch Institute), Dr. Matt Prescott (PETA), Wayne Pacelle (Humane Society of the US), Patricia Schutte (Voedingscentrum), Lousewies van der Laan, Georgina Verbaan, Antonie Kamerling, en Karen van Holst Pellekaan.

## Kritiek
Na het verschijnen van de film zijn er kritische kanttekeningen geplaatst door Wageningse wetenschappers. Desondanks schrijven ze: "We constateren na bestudering van de film en de feiten, dat die zijn gebaseerd op actuele kennis in de wetenschap, en op enkele onjuistheden na, geen grote (reken)fouten bevatten" (pag. 8) en dat de film een zinvolle bijdrage levert aan het maatschappelijk debat over de relatie tussen de intensieve veehouderij en klimaatverandering. Hier volgen enkele kritiekpunten:
- Het aandeel van 18% in de uitstoot van broeikasgassen heeft niet alleen met vleesconsumptie te maken maar ook met zuivelproducten zoals melk, kaas en boter.
- De film verzuimt er op te wijzen dat als rundvlees en varkenvlees vervangen zou worden door kip, dit ook een belangrijke reductie van broeikasgassen tot gevolg zou hebben.
- 18% geldt wel wereldwijd, maar niet voor Nederland. In Nederland is de bijdrage van de veehouderij maar 9% van de totale emissie. Daarbij moet wel opgemerkt worden dat dit komt omdat veel veevoer geïmporteerd wordt naar Nederland.
- De Wageningse onderzoekers betwijfelen of gezonde voeding heel goed zonder vlees kan (vegetarisme), zoals de film zegt. "Vleesloos of diereiwitloos consumeren is vaak een (westerse) luxe" (p. 12). En: "Feit is ook dat dierlijke producten tot gewaardeerde en verantwoorde voedingsmiddelen zullen blijven behoren" (p. 5). Weerlegging kritiek: De Amerikaanse Academie van Voedingskunde en Diëtiek geeft echter aan dat een vegetarische levensstijl geschikt is voor elke levensfase en positieve gezondheidseffecten heeft.[3]
- "Een vegetariër in een Hummer stoot minder broeikasgas uit dan een vleeseter in een Toyota Prius" zegt de film. Maar er wordt daarbij onvoldoende rekening gehouden met de broeikasgasuitstoot van een vegetarisch dieet. Bijvoorbeeld: het telen van rijst produceert ontzettend veel methaan. Weerlegging kritiek: Echter, het eiwit uit vlees wordt door vegetariërs voornamelijk vervangen door bonen en niet door rijst. Uit later onderzoek blijkt dat per gram eiwit rundvlees 440 keer, varkensvlees 70 keer en kippenvlees 60 keer zoveel broeikasgas produceert als bonen doen.[4] In de situatie dat vlees exclusief wordt vervangen door rijst blijft rundvlees 10 keer en varkensvlees en kippenvlees anderhalf keer zoveel uitstoten als rijst.
- "Wageningen UR onderschrijft de noodzaak voor het maatschappelijke en wetenschappelijke debat over deze onderwerpen". (p. 8)